# كيو-ميونغ تشونغ
كيو-ميونغ تشونغ (بالألمانية: Kyu-Myung Chung) (و. 1929 – 2005 م) هو فيزيائي من كوريا الجنوبية. ولد في سول.
توفي في هويزنشتام، عن عمر يناهز 76 عاماً.